# Rachid Rokki
Rachid Rokki est un footballeur international marocain né le 8 novembre 1974 à Mohammédia. Il évolue au poste d'attaquant.
Au cours de la saison 1997-1998, Rokki été le meilleur buteur de son équipe Chabab Mohammédia. Ses performances ont attiré l'attention à l'échelle nationale et elles lui ont valu une place au sein de l'équipe du Maroc.
Il était membre de l'équipe du Maroc lors de la Coupe du monde de football 1998 en France.

## Sélection Nationale du Maroc
| Caps | Date       | Match                  | Lieu       | Score | Compétition     | But |
| ---- | ---------- | ---------------------- | ---------- | ----- | --------------- | --- |
| 1    | 22/04/1998 | Bulgarie - Maroc       | Sofia      | 2 - 1 | Amical          |     |
| 2    | 27/05/1998 | Maroc - Angleterre     | Casablanca | 0 - 1 | Coupe Hassan II |     |
| 3    | 29/05/1998 | Maroc - France         | Casablanca | 2 - 2 | Coupe Hassan II |     |
| 4    | 04/06/1998 | Chili - Maroc          | Avignon    | 1 - 1 | Amical          |     |
| 5    | 02/09/1998 | Maroc - Sénégal        | Tanger     | 2 - 0 | Amical          |     |
| 6    | 23/12/1998 | Maroc - Bulgarie       | Agadir     | 4 - 1 | Amical          |     |
| 6    | 20/01/1999 | France - Maroc         | Marseille  | 1 - 0 | Amical          |     |
| 7    | 24/01/1999 | Guinée - Maroc         | Kamsar     | 1 - 1 | Elim. CAN 2000  |     |
| 8    | 08/02/2001 | Maroc – Corée du sud   | Dubai      | 1 - 1 | Tournoi EAU     | 1   |
| 9    | 24/03/2001 | Maroc - Tunisie        | Rabat      | 2 - 0 | Elim. CAN 2002  |     |
| 10   | 21/04/2001 | Maroc - Namibie        | Rabat      | 3 - 0 | Elim. CM 2002   | 1   |
| 11   | 04/05/2001 | Algérie - Maroc        | Alger      | 1 - 2 | Elim. CM 2002   |     |
| 12   | 02/06/2001 | Kenya - Maroc          | Nairobi    | 1 - 1 | Elim. CAN 2002  |     |
| 13   | 16/06/2001 | Maroc - Gabon          | Fès        | 0 - 1 | Elim. CAN 2002  |     |
| 14   | 12/10/2001 | Gambie - Maroc         | Bamako     | 0 - 2 | Tournoi         |     |
| 15   | 14/10/2001 | Mali - Maroc           | Bamako     | 2 - 1 | Tournoi         | 1   |
| 16   | 14/11/2001 | Maroc - Zambie         | Rabat      | 1 - 0 | Amical          | 1   |
| 17   | 12/12/2001 | Maroc - Mali           | Settat     | 1 - 1 | Amical          |     |
| 18   | 21/01/2002 | Ghana - Maroc          | Ségou      | 0 - 0 | CAN 2002        |     |
| 19   | 30/01/2002 | Afrique du sud - Maroc | Ségou      | 3 - 1 | CAN 2002        |     |
| 20   | 03/10/2002 | Maroc – Niger          | Rabat      | 6 - 1 | Amical          |     |
| 21   | 13/10/2002 | Maroc – Guinée Equa.   | Rabat      | 5 - 0 | Amical          | 1   |
| 23   | 20/11/2002 | Maroc – Mali           | Rabat      | 1 - 3 | Amical          | 1   |

## Carrière
- 1996-1998 : Chabab Mohammédia  Maroc
- 1998-1999 : FC Séville  Espagne
- 1999-2000 : Albacete Balompié  Espagne
- 2001-2006 : Al-Khor Sports Club  Qatar
- 2006-2008 : Umm Salal  Qatar
- 2008-2009 : Chabab Mohammédia  Maroc
- 2009-2011 : FUS de Rabat  Maroc

(Club)
FUS de Rabat
- La Coupe du Trône de football 2009-2010  - Vainqueur
- La Coupe de la confédération 2011  - Vainqueur
- La Supercoupe de la CAF 2011  - Finaliste
- La Coupe Crown Prince de Qatar 2005  -Vainqueur